# قطعنامه ۱۰۱۴ شورای امنیت
قطعنامه  ۱۰۱۴ شورای امنیت سازمان ملل متحد که در تاریخ ۱۵ سپتامبر ۱۹۹۵ تصویب شد، سندی بین‌المللی دربارهٔ لیبریا است. این قطعنامه طی نشست ۳۵۷۷ام با ۱۵ رای موافق، ۰ مخالف و ۰ ممتنع تصویب شد.